# И то ће проћи: о животним променама кризама и нади (књига)
И то ће проћи: о животним променама кризама и нади (енгл. This Too Shall Pass: Stories of Change, Crisis and Hopeful Beginnings) је књига ауторке Џулије Самјуел (енгл. Julia Samuel) објављена 2020. године. Српско издање објављено је 2021. године у издању издавачке куће "Psihopolis institut" из Новог Сада у преводу Милана Ђуришића.

## О аутору
Џулија Самјуел (1959) је једна од водећих британских психотерапеуткиња. Више од три деценије се бави третманом туге, за шта се и специјализовала. Ангажована је и на пољу педијатријске психотерапије. Сем рада у Националној здравственој служби, бави се и приватном праксом. 

## О књизи
Ауторка књиге кроз више студија случајева помаже нам да нормално прихватимо животне промене којих се највише плашимо у поједним фазама живота. Промене су  део природног поретка ствари и она поставља питање зашто се тако много нас осећа неприпремљено да се носи са њом. Одлучила се за промене које се догађају у пет централних аспеката живота: породични односи, љубав, посао, здравље и идентитет. Пише о томе како се мењамо, шта при томе осећамо, како се из тога развијамо а шта нас успорава. На крају сваке теме, промене коју описује, наводи научна истраживања и статистику. 
Промене које се догађају у пет централних аспеката живота:
- Породични односи: невестина мајка, новопечени очеви, запослена мајка, баке и деде…
- Љубав: брак, ванбрачне везе, љубав у седамдесет и трећој, развод и нова љубав, прељуба…
- Посао: први посао, повратак са породиљског, отказ, одлазак у пензију, живот након каријере…
- Здравље: болест у породици, менопауза, самохрани отац и канцер, преживети КОВИД-19, старење…
- Идентитет: „излазак из ормара“, родна неопредељеност, миграције, друштвене мреже и идентитет…

Сматра да није лако прихватити животне промене, али је јако важно разумети себе у свакој фази живота и да у време кључних животних промена не будемо самодеструктивни већ саосећајни према себи, и да сваки корак током живота треба да учинимо са мало више радости, јасноће, самопоуздања, наде, и уз сазнање „и то ће проћи“.
Ауторка говори о осам стубова наге за време промене:
1. однос према себи
2. однос према другима
3. управљање емоцијама
4. време
5. ум / тело
6. границе
7. структура
8. фокусирање

Дубоко интимне приче које се налазе у књизи И то ће проћи: о животним променама кризама и нади, о свакодневним људима, имају за циљ да омогуће разумевање нашег јединственог одговора на промену и осветлити начин на који приступамо изазовима у свакој животној фази.